# ریو تاکاهاشی (نوازنده)
ریو تاکاهاشی (انگلیسی: Ryo Takahashi؛ زادهٔ ۱ نوامبر ۱۹۸۵) موسیقی‌دان اهل ژاپن است. وی از سال ۲۰۰۸ میلادی تاکنون مشغول فعالیت بوده‌است.